# Kasalib
Kasalib is een bestuurslaag in het regentschap Banjarnegara van de provincie Midden-Java, Indonesië. Kasalib telt 2276 inwoners (volkstelling 2010).